# 오가와 사키
오가와 사키(小川紗季, 1996년 11월 18일 - )는 전 스마이레지의 한 명. 하로프로에그의 전 멤버이기도 하다. 사이타마현 출신. 혈액형 A형. 공식 닉네임은 사키치(サキチィ).

## 약력
2004년
- 6월 - 하로프로 에그 오디션 2004에 합격하여, 하로프로에그의 일원이 된다.

2005년
- 12월 - 아이카 미레 주연 뮤지컬「34가의 기적」에 하시모토 아이나, 오카다 로빈 쇼코, 후쿠다 카논과 함께 출연.

2006년
- 9월 2일 ~ 3일 - SHIBUYA-AX에서 열린 컨트리무스메。콘서트의 앵콜에 출연. 와다 아야카, 마에다 유우카, 모리 사키와 함께 출연.

2007년
- 5월 13일 -「제1회 헬로! 프로젝트 신인 공연」에 출연.
- 6월 29일 발매「아까운 할머니 선창」의 비디오에 출연.
- 8월 24일 -「Cutie Circuit 2007 MAGICAL CUTIE 감사제」의 운동회에 출연.
- 8월 26일 - 요코하마 BLITZ에서 개최된「2007 헬로! 프로젝트 신인 공연 8월 ~요코하마에서 만납시다~」에 출연.
- 9월 2일, 10월 7일 - 키즈스테이션에서「특별프로!! 챠오. TV 하로프로에그의 프린세스 결정전」에 출연.
- 9월 22일 - 선 스트리트 카메이도에서 개최된「하로프로에그 딜리버리 스테이션! 01」에 출연.
- 9월 24일 - 선샤인 문화회관에서 개최된 모닝구무스메。탄생 10년 기념대의 특별 스테이지에 출연.
- 11월 23일 - 시나가와 스테라 홀에서 개최된「2007 헬로! 프로젝트 신인 공연 11월 ~시나가와에서 만납시다~」에 출연.

2008년
- 3월 29일 - 요코하마 BLITZ에서 개최된「2008 헬로! 프로젝트 신인 공연 3월 ~반짝임의 요코하마~」에 출연.
- 6월 22일 - 아카사카 BLITZ에서 개최된「2008 헬로! 프로젝트 신인 공연 6월 ~아카사카HOP~」에 출연.
- 9월 23일 - 도쿄 메르파르크호르에서 개최된「2008 헬로! 프로젝트 신인 공연 9월 ~시바공원 STEP~」에 출연.
- 11월 24일 - 요코하마 BLITZ에서 개최된「2008 헬로! 프로젝트 신인 공연 11월 ~요코하마 JUMP!~」출연.

2009년
- 4월 4일 ~ 5일 - 요코하마 BLITZ에서 개최된「2009 헬로! 프로젝트 신인 공연 4월 ~요코하마HOP~」에 출연. 와다 아야카, 마에다 유카, 후쿠다 카논과 함께「메이저 데뷔를 목표로 하는 신유닛」에 선발되었던 것이 발표된다.
- 5월 8일 - 프로듀서 층쿠♂가 자신의 오피셜 블로그에서, 신유닛「S/mileage」(후에 카타카나 표기「스마이레지(スマイレージ)」로 변경)라는 명칭을 발표.

2010년
- 1월 4일 - 오하스타 1부「무씨-타운」에 뮤지걸로서 출연.
- 2월 26일 - Twitter, Ameblo 블로그 개시.
- 3월 27일 - 하로프로에그를 졸업.
- 4월 1일 - 이노우에 시오리, 다나카 에리카와 함께「오하스타」의 오하걸로서 고정 출연.
- 4월 3일 - 스마이레지의 메이저 데뷔가 결정.
- 5월 26일 -「꿈꾸는 15세(夢見る 15歳)」를 통해 메이저 데뷔했다.

2011년
- 8월 24일 -「오하스타」및 오하걸을 졸업[1].
- 8월 27일 -「기쁨의 절정 LOVE(有頂天LOVE)」라이브 이벤트로, 스마이레지 및 헬로! 프로젝트를 졸업, 은퇴. 한 개인으로 돌아왔다[2].

## 참가 유닛
- 스마이레지 (2009년 - 2011년)
- 셔플 유닛
  - ZYX-α (2009년 - 2011년)
- 오하걸 메이플 (2010년 - 2011년)

## 같이 보기
- 헬로! 프로젝트
- 하로프로연수생 (구.하로프로에그)